# Nimbus (entreprise)
Pour les articles homonymes, voir Nimbus.

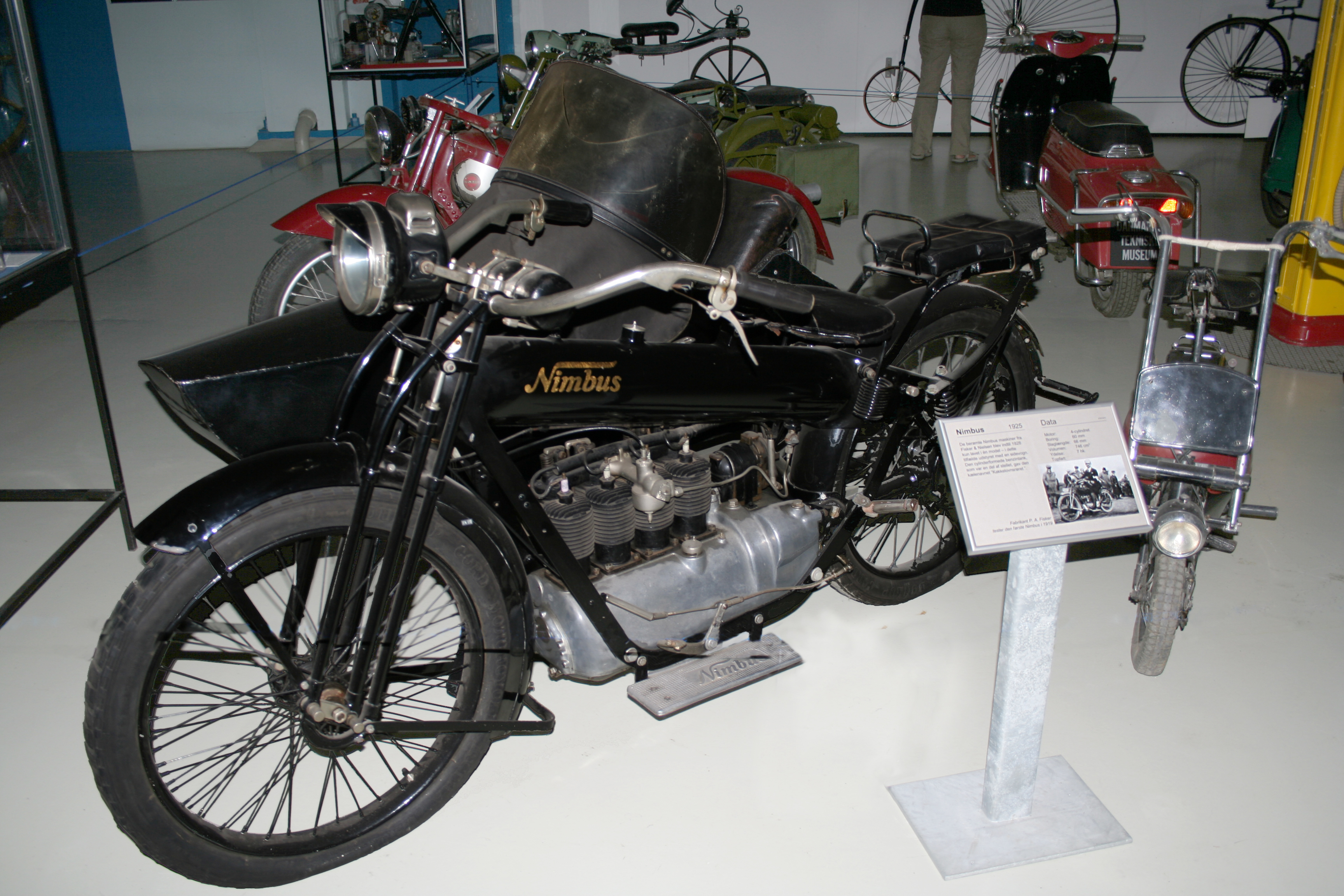
Une nimbus tuyau de poële de la première époque

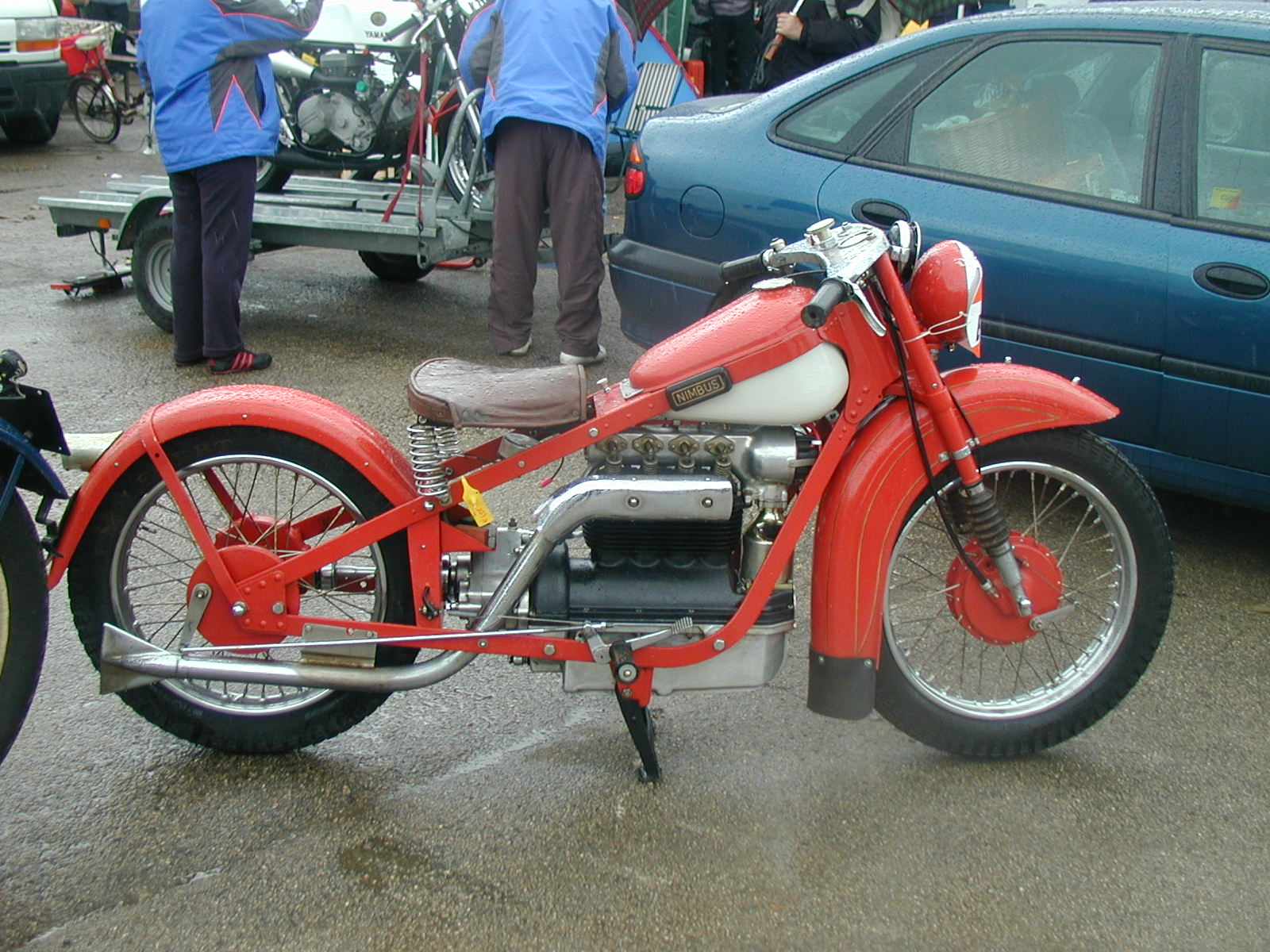
Une nimbus de la deuxième époque

Nimbus est une marque danoise d'engins à moteur.
- Fabrication d'aspirateurs dès 1906

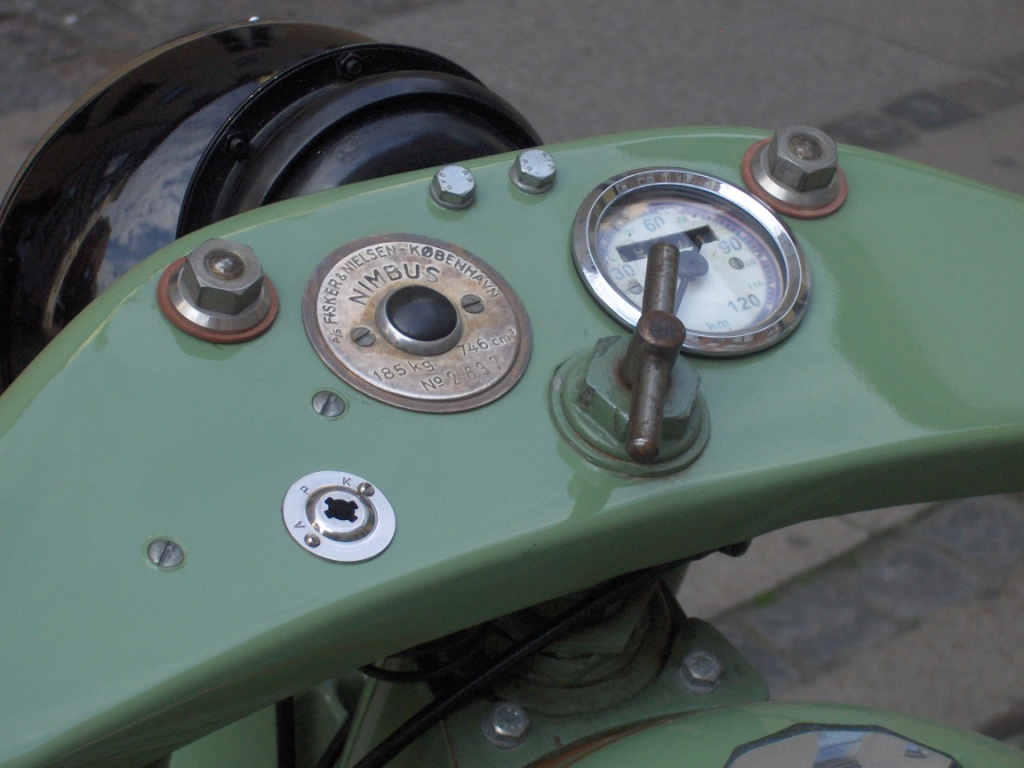
Le compteur d'une Nimbus de 1937

- Fabrication d'une motocyclette 4 cylindres 750 cm³, transmission par arbre à partir de 1919.

Le premier modèle, surnommé « tuyau de poële », car l'épine dorsale de son cadre est constituée d'un gros tuyau rectiligne, formant réservoir d'essence, sera commercialisé jusqu'en 1928. Durant toute la série, le moteur est semi-culbuté.
À partir de 1934, commercialisation d'un modèle très modernisé, avec fourche télescopique, cadre en fer plat, arbre à cames en tête entraîné par arbre et couples coniques. Notons le montage original de la dynamo, qui utilise l'arbre de distribution comme axe (on la devine à l'avant du moteur sur la photo du bas).
Quelques variantes existeront, dont un side-car et un modèle à distribution sous carter.
La production s'arrêtera en 1960.
Ces modèles furent essentiellement commercialisés pour les administrations (armée, police, etc.). Pendant la Seconde Guerre mondiale, de nombreux exemplaires furent livrés aux Allemands.

## Au cinéma
Dans le court métrage du grand réalisateur danois Carl Theodor Dreyer Ils attrapèrent le bac (film de commande pour la sécurité routière danoise), le jeune couple qui fait la course avec la mort pour attraper le ferry de Nyborg chevauche une Nimbus 750 sport du dernier modèle.